# 김경희 (성우)
김경희는 대한민국의 성우이다. 2010년 KBS 35기로 입사했으며 한국방송 성우극회 소속이다.

## 애니메이션

### TV 애니메이션
- 꼬마기차 추추 (KBS) - 로봉이
- 티니와일드 (KBS) - 디코
- 키테레츠 대백과 (카툰네트워크)
- 폴리포켓 (투니버스) - 크리시
- 내친구 폴리포켓 - 크리시
- 고 디에고 고 - 아기 재규어
- 바비의 드림하우스 - 테레사
- 슈퍼와이 - 프린세스 피
- 가필드 시즌2, 시즌3 - 쌍둥이
- 몬스터 비치 (카툰네트워크)
- 토끼네 집으로 오세요 -발레리
- 스페이스독 시즌1, 시즌2
- 무크 시즌2
- 형사 가제트 시즌1, 시즌2 (카툰네트워크)
- 재스퍼 - 엠마
- 마일로 시즌2, 시즌3 - 토마스
- 뭉치와 바리 - 아리아나
- 담장을 넘어 (카툰네트워크)
- 우주 교환학생 히로 (카툰네트워크) - 피치
- 팰리스 펫 (디즈니) - 드리미, 릴리

### 극장판 애니메이션
- 삼총사: 용감한 친구들 (MOVIE) - 콘스탄스
- 쿵후팬더: 영웅의 탄생 (MOVIE) - 버니
- 꼬마영웅 경찰차 프로디 (MOVIE)
- 슈퍼윙즈 (MOVIE) - 멜라니
- 토니스토리: 깡통제국의 비밀 (MOVIE)
- 프리버즈: 밍쿠와 찌아의 도시 대탈출 (MOVIE) - 새
- 스파이크 (MOVIE) - 도로시
- 코비: 블루 엘리펀트의 전설 (MOVIE) - 앤디 / 코코 외
- 세이빙 산타 (MOVIE) - 어린 네빌
- 로덴시아:마법왕국의 전설 (MOVIE) - 꼬마 생쥐
- 드래곤 기사단 (MOVIE) - 엘피
- 꼬마잠수함 올리 1, 2 (MOVIE) - 올리
- 로보사커 (MOVIE) - 레오
- 윈드랜드 (MOVIE) - 홀리
- 옐로우 버드 (MOVIE) - 나탈리
- 일곱 난쟁이 (MOVIE) - 백설공주
- 리틀드래곤 코코넛 (MOVIE) - 코코넛
- 쿠크하트:시계심장을 가진 소년 (MOVIE)
- 미운오리새끼와 랫소의 모험 (VOD) - 필리스
- 무민 더 무비 (MOVIE) - 스노크메이든
- 개구리 왕국 (MOVIE)
- 데몬킹스 (MOVIE)
- 붕붕 달려라 깜이 (MOVIE) -프랜시
- 스노우 타임 (MOVIE) - 소피
- 매직 브러쉬 (MOVIE) - 하나
- 인어공주:새로운 모험의 시작 (MOVIE) - 인어공주

## TV

### 영화
- 클로저 (KBS) - 전시회 손님(엘리자베스 보워)
- 첫 키스만 50번째 (KBS) - 루시의 친구(마야 루돌프)
- 해적왕의 황금나침반 (극장판) - 앤

### 교양 나레이션
- SBS 생활경제
- 소상공인닥터 (소상공인 방송)
- 베스트 셀러 (소상공인 방송)
- 청사진 (소상공인 방송)
- 종가를 찾아서 (유교방송)
- 비행기 시즌2 (F-TV)
- 채널 해피독 - 애견의 품격, 견상이몽

## 라디오

### 라디오 드라마
연속낭독 (KBS 3라디오)
- 2012.03.18 ~ 2012.04.14 KBS 생로병사의 비밀 제작팀 <한국인의 무병장수 밥상의 비밀> (낭독)

일일시트콤 남남북녀 (KBS 한민족 방송)
- 2011 ~ 2012.02 타이틀, 탈북자 리수진

소설극장 (KBS 3라디오)
- 2010.02.08 ~ 2010.03.13 김원일 <마당 깊은 집> (준호 / 경자)
- 2010.03.14 ~ 2010.03.18 윤대녕 <연(鳶)> (아이)
- 2010.03.18 ~ 2010.03.26 윤대녕 <제비를 기르다> (서문희)
- 2010.04.02 ~ 2010.04.05 윤대녕 <편백나무숲 쪽으로> (간호사)
- 2010.04.06 ~ 2010.04.10 윤대녕 <고래등> (선생님)
- 2010.04.30 ~ 2010.05.04 박완서 <그 남자네 집> (엄마)
- 2010.05.05 ~ 2010.05.08 박완서 <마흔아홉 살> (여자)
- 2010.05.08 ~ 2010.05.12 박완서 <후남아, 밥 먹어라> (조카며느리)
- 2010.05.24 ~ 2010.05.29 박완서 <친절한 복희씨> (약사)
- 2010.05.31 ~ 2010.07.23 현기영 <지상에 숟가락 하나> (아이 / 한라꽁 어머니 / 여학생)
- 2010.07.24 ~ 2010.08.27 박민규 <삼미 슈퍼스타즈의 마지막 팬클럽> (나 '어린' / 프로복음 낭독 / 브론토 아내)
- 2010.08.28 ~ 2010.09.01 F. 스콧 피츠제럴드 <벤자민버튼의 시간은 거꾸로 간다> (간호사)
- 2010.09.04 ~ 2010.09.08 F. 스콧 피츠제럴드 <낙타 엉덩이> (여자)
- 2010.09.08 ~ 2010.09.10 F. 스콧 피츠제럴드 <도자기와 분홍> (로이스)
- 2010.10.01 ~ 2010.10.05 F. 스콧 피츠제럴드 <행복의 잔해> (간호사)
- 2010.10.07 ~ 2010.11.13 박현욱 <아내가 결혼했다> (형수 / 수경)
- 2010.11.14 ~ 2010.12.05 이경자 <순이> (여자)
- 2010.12.06 ~ 2011.01.01 김중혁 <악기들의 도서관> (중학생 / 직원 / 누나 / 음악 선생님)
- 2011.01.02 ~ 2011.02.13 조정래 <허수아비 춤> (재무 실장 / 전인옥 부인 외)
- 2011.02.14 ~ 2011.04.06 은희경 <소년을 위로해줘> (이채영)
- 2011.04.07 ~ 2011.05.21 권비영 <덕혜옹주> (정혜)
- 2011.05.22 ~ 2011.07.02 박완서 <아주 오래된 농담> (수경 / 아주머니)
- 2011.07.03 ~ 2011.08.15 박범신 <은교> (한은교)
- 2011.11.05 ~ 2011.11.14 성석제 <호랑이를 봤다> (황산 콘드로이틴 정의 낭독)

라디오 극장 (KBS 한민족 방송)
- 2010.02.01 ~ 2010.02.28 박범신 <풀입에서 눕다> (아름)
- 2010.07.01 ~ 2010.07.31 권비영 <덕혜옹주> (국밥집 주인 / 나인2 / 황녀 / 산파)
- 2010.08.01 ~ 2010.08.31 김성종 <최후의 증인> (여주인 / 아가씨 / 아낙)
- 2010.11.01 ~ 2010.11.30 양귀자 <원미동 사람들> (구세군 / 아낙 / 오 여사)
- 2010.12.01 ~ 2010.12.31 권지예 <4월의 물고기> (목소리 / 직원)
- 2011.01.01 ~ 2011.01.31 권현숙 <에어홀릭> (점원 / 여생도2 / 규 모 / 친구2 / 원장 / 아이1)
- 2011.05.01 ~ 2011.05.31 박석준 <그루터기> (어머니)
- 2011.08.01 ~ 2011.08.31 김탁환 <열하광인> (주막 주인)
- 2012.01.01 ~ 2012.01.31 한수영 <플루토의 지붕> (팽할머니 / 친구)
- 2012.11.01 ~ 2012.11.30 김별아 <채홍> (박나인)

라디오 독서실 (KBS 2라디오)
- 2010.03.14 김인숙 <안녕, 엘레나> (엘레나)
- 2010.04.11 오영수 <갯마을> (숙이엄마)
- 2010.05.02 이장욱 <변희봉> (동료여자)
- 2010.06.20 권정생 <몽실언니> (아낙)
- 2010.07.04 윤고은 <1인용 식탁> (매장직원)
- 2010.07.25 김성종 <오해> (직원)
- 2010.08.29 이기호 <밀수록 다시 가까워지는> (소녀2)
- 2010.09.12 이명랑 <부디 아프지마> (막내)
- 2010.09.19 이윤기 <손님> (여자아이2)
- 2010.10.03 서유미 <저건 사람도 아니다> (웹마스터)
- 2010.10.31 이   상 <날개>(여인1)
- 2010.11.14 하성란 <1984년> (여학생)
- 2010.12.19 이근삼 <국물 있사옵니다> (현소희)
- 2010.12.26 한창훈 <밤눈> (언니)
- 2011.02.06 라유경 <낚시> (도서관 사서)
- 2011.03.06 김   숨 <아무도 돌아오지 않는 밤> (성우)
- 2011.05.08 이명랑 <제삿날> (석철 처)
- 2011.05.29 최일남 <타령 (打令)> (금희)
- 2011.07.03 조세희 <난장이가 쏘아올린 작은 공> (영희)
- 2011.07.17 조선희 <서리, 박지> (서리)
- 2011.09.11 이청준 <서편제> (딸)
- 2011.10.16 심상대 <묵호를 아는가> (무당각시)
- 2011.12.04 전성태 <국화를 안고> (할머니)
- 2011.12.18 이태준 <돌다리> (아낙2)
- 2012.02.12 김영하 <옥수수와 나> (수지)
- 2012.06.03 최인훈 <놀부뎐> (해설)
- 2012.12.30 김   숨 <옥천 가는 날> (아낙2)
- 2013.01.06 작자미상 <장끼전> (해설)
- 2013.03.10 진성태 <배웅> (쏘야)
- 2013.08.04 홍성호 <B사감 하늘을 날다> (김수현)
- 2013.09.15 작자미상 <바리데기> (해설)
- 2014.02.23 이태영 <길을 잃다> (소니)
- 2015.05.17 나경화 <쿙쿙> (마미코)
- 2015.09.27 작자미상 <장화홍련전> (해설)

KBS 무대 (KBS 한민족 방송)
- 2010.03.06 전기수傳奇, 최필의 희망가 (아낙1)
- 2010.03.13 아빠의 무모한 도전
- 2010.04.03 선택
- 2010.04.17 내게도 사랑이 (아이)
- 2010.04.24 돌아온 봄 날 (민자)
- 2010.05.01 쌍둥이 남매
- 2010.05.08 마지막 도부꾼, 길 위에 지다 (소녀1)
- 2010.05.15 달의 바다 (어린 민호)
- 2010.05.22 엄마의 햄스터 (아이2)
- 2010.05.29 눈부신 5월의 햇살 속으로 (간호사)
- 2010.06.05 도둑 갈매기 (보람)
- 2010.06.26 끝은 희망 (윤 간호사)
- 2010.07.10 빈 가지 위에 눈꽃이 피다
- 2010.07.17 익숙한 곳에서 길 찾기 (종업원)
- 2010.07.24 파타야에서 생긴 일 (기내방송 / 스튜어디스)
- 2010.08.07 외딴방 (오미란)
- 2010.08.21 동행 (간호사)
- 2010.08.28 나무꾼의 아내 (가사 도우미)
- 2010.09.11 네 번째 방 (진행자)
- 2010.09.18 반달 송편 (간호사)
- 2010.10.16 헬리콥터, 날개를 접다 (정서)
- 2010.10.30 2인 3각 (민수)
- 2010.11.13 침입자 (여자2)
- 2010.11.20 내 친구 김 부장, 김씨 아저씨 (미사)
- 2011.05.14 사과 꽃 (남아1)
- 2011.07.09 아름다운 당신에게 (직원)
- 2011.08.13 별이 빛나는 밤에 (선생1)
- 2011.09.03 영이 누나 (경태)
- 2011.10.29 꽃진이 (동철)
- 2011.12.10 '이별'해 드립니다 (지선)
- 2011.12.24 나를 연애하게 하라 (대리)
- 2012.01.21 삼촌 구하기 (이지은)
- 2012.09.01 달이 울다 (이웃)
- 2013.01.26 꽃이 되어 봄이 오게 하리 (라디오 작가)
- 2013.04.06 오만과 편견 (영경)
- 2013.07.06 램프가 있는 방 (송비서)
- 2013.10.05 그녀의 하이힐에 관한 9cm의 짧은 고찰 (송도희)
- 2014.01.04 레모네이드	(김소영)
- 2015.06.27 위대한 유산 (최정아)
- 2015.09.19 사랑을 연결합니다 (윤아)

오늘의 신문 2부 (KBS 3라디오)
- 2010.11.15 ~ 2011.04.08 (기사 낭독)

다큐멘터리 역사를 찾아서 (KBS 1라디오)
- (연기)

대한민국 경제실록 (KBS 1라디오)
- 2011.04.21 ~ 2011.06.17 제07화 한국경제의 대동맥 경부고속도로 (아이 외)

특집기획 라디오 다큐멘터리, 라디오 드라마 (KBS)
- 2010.06.25 한국전쟁 60주년 특별기획 <굳세어라 금순아 피난 가요로 달랜 전쟁의 상흔> (여자)

## 기타

### 광고
- 도그TV
- 샌드어라이브

### 게임
- 괴리성 밀리언 아서 - 묘묘, 산타, 로엔나

### 노래
- 세이빙 산타 - 어린네빌
- 코코넛 - 코코넛
- Fisher-Price 완구 - 퍼피

### 교재
- 윤선생 중학영어